# Saint-Antonin-de-Lacalm
Saint-Antonin-de-Lacalm (okzitanisch: Sent Antonin de la Calm) ist eine Commune déléguée in der französischen Gemeinde Terre-de-Bancalié mit 284 Einwohnern (Stand: 1. Januar 2022) im Département Tarn in der Region Okzitanien.
Die Gemeinde Saint-Antonin-de-Lacalm wurde am 1. Januar 2019 mit Saint-Lieux-Lafenasse, Ronel, Roumégoux, Terre-Clapier und Le Travet zur Commune nouvelle Terre-de-Bancalié zusammengeschlossen. Sie hat seither den Status einer Commune déléguée. Die Gemeinde Saint-Antonin-de-Lacalm gehört zum Arrondissement Albi und war Teil des Kantons Le Haut Dadou.

## Geographie
Saint-Antonin-de-Lacalm liegt etwa 20 Kilometer südsüdöstlich von Albi. Umgeben wurde die Gemeinde Saint-Antonin-de-Lacalm von den Nachbargemeinden Roumégoux im Norden und Nordwesten, Le Travet im Norden und Nordosten, Arifat im Osten, Montredon-Labessonnié im Süden sowie Saint-Lieux-Lafenasse im Westen und Südwesten.

## Bevölkerungsentwicklung
| Jahr                      | 1962 | 1968 | 1975 | 1982 | 1990 | 1999 | 2006 | 2013 |
| Einwohner                 | 396  | 356  | 261  | 255  | 243  | 237  | 233  | 264  |
| Quelle: Cassini und INSEE |      |      |      |      |      |      |      |      |

## Sehenswürdigkeiten
- Kirche Saint-Antonin aus dem 19. Jahrhundert

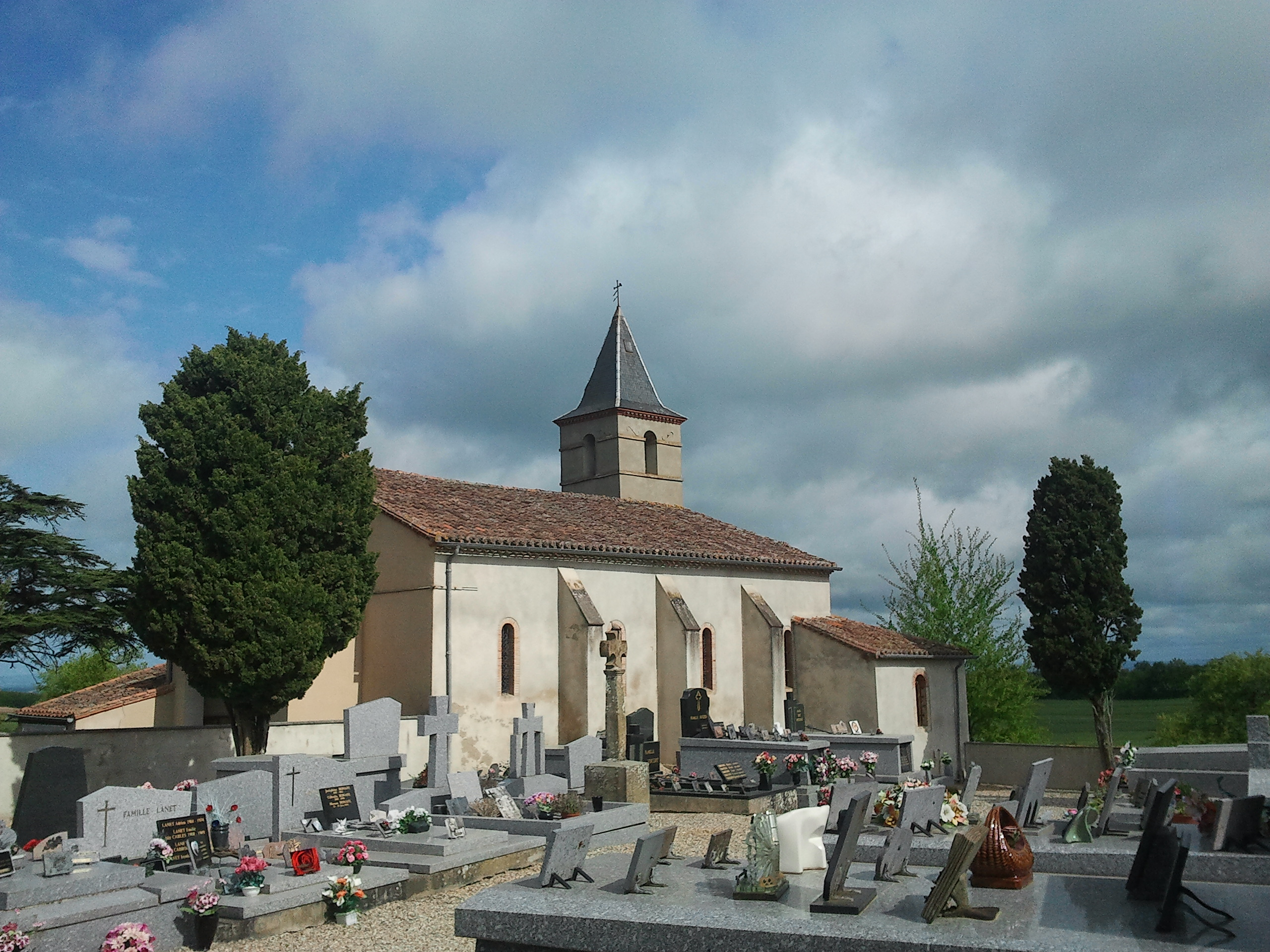
Kirche Saint-Antonin

- Burg La Roque
- Schloss La Bancalié